# Liste der Resolutionen des UN-Sicherheitsrates (2021)
Diese Liste der Resolutionen des UN-Sicherheitsrates nennt die vom Sicherheitsrat der Vereinten Nationen im Jahr 2021 verabschiedeten Resolutionen.
| Nummer | Datum         | Gegenstand | Mission          |
| ------ | ------------- | --- | ---------------- |
| 2561   | 29. Januar    | Die Situation in Zypern | UNFICYP          |
| 2562   | 11. Februar   | Berichte des Generalsekretärs über Sudan und Südsudan |                  |
| 2563   | 25. Februar   | Die Situation in Somalia | AMISOM           |
| 2564   | 25. Februar   | Die Situation im Nahen Osten | UNMHA            |
| 2565   | 26. Februar   | Wahrung des Weltfriedens und der internationalen Sicherheit (Erleichterung des Zugangs zu COVID-19-Impfstoffen in Konfliktgebieten)                                             |                  |
| 2566   | 12. März      | Situation in der Zentralafrikanischen Republik | MINUSCA          |
| 2567   | 12. März      | Berichte des Generalsekretärs über Sudan und Südsudan | UNMISS           |
| 2568   | 12. März      | Situation in Somalia | AMISOM           |
| 2569   | 26. März      | Nichtverbreitung/Demokratische Republik Korea |                  |
| 2570   | 16. April     | Situation in Libyen | UNSMIL           |
| 2571   | 16. April     | Situation in Libyen | UNSMIL           |
| 2572   | 22. April     | Nichtverbreitung von Kernwaffen |                  |
| 2573   | 27. April     | Schutz von Zivilpersonen in bewaffneten Konflikten |                  |
| 2574   | 11. Mai       | Gleichlautende Schreiben der Ständigen Vertreterin Kolumbiens bei den Vereinten Nationen vom 19. Januar 2016 an den Generalsekretär und die Präsidentschaft des Sicherheitsrats | UNMC             |
| 2575   | 11. Mai       | Berichte des Generalsekretärs über Sudan und Südsudan | UNISFA           |
| 2576   | 27. Mai       | Die Situation betreffend Irak | UNAMI            |
| 2577   | 28. Mai       | Berichte des Generalsekretärs über Sudan und Südsudan |                  |
| 2578   | 3. Juni       | Situation in Libyen | UNSMIL           |
| 2579   | 3. Juni       | Berichte des Generalsekretärs über Sudan und Südsudan | UNITAMS          |
| 2580   | 8. Juni       | Generalsekretär der Vereinten Nationen |                  |
| 2581   | 29. Juni      | Die Situation im Nahen Osten | UNDOF            |
| 2582   | 29. Juni      | Die Situation betreffend die Demokratische Republik Kongo |                  |
| 2583   | 29. Juni      | Zeitpunkt der Wahl zur Besetzung eines freigewordenen Sitzes im Internationalen Gerichtshof                                                                                     |                  |
| 2584   | 29. Juni      | Situation in Mail | MINUSMA          |
| 2585   | 9. Juli       | Die Situation im Nahen Osten |                  |
| 2586   | 14. Juli      | Die Situation im Nahen Osten | UNMHA            |
| 2587   | 29. Juli      | Die Situation in Zypern | UNFICYP          |
| 2588   | 29. Juli      | Die Situation in der Zentralafrikanischen Republik | MINUSCA          |
| 2589   | 18. August    | Friedenssicherungseinsätze der Vereinten Nationen, Schutz der UN-Truppen im Einsatz                                                                                             |                  |
| 2590   | 30. August    | Die Situation in Mali | MINUSMA          |
| 2591   | 30. August    | Die Situation im Nahen Osten | UNIFIL           |
| 2592   | 30. August    | Die Situation in Somalia | UNSOM            |
| 2593   | 30. August    | Die Situation in Afghanistan |                  |
| 2594   | 9. September  | Friedenssicherungseinsätze der Vereinten Nationen |                  |
| 2595   | 15. September | Die Situation in Libyen | UNSMIL           |
| 2596   | 17. September | Die Situation in Afghanistan | UNAMA            |
| 2597   | 17. September | Bedrohungen des Weltfriedens und der internationalen Sicherheit |                  |
| 2598   | 29. September | Die Situation in Libyen |                  |
| 2595   | 15. September | Die Situation in Libyen | UNSMIL           |
| 2596   | 17. September | Die Situation in Afghanistan |                  |
| 2597   | 17. September | Bedrohungen des Weltfriedens und der internationalen Sicherheit |                  |
| 2598   | 29. September | Die Situation in Libyen |                  |
| 2599   | 30. September | Die Situation in Libyen | UNSMIL           |
| 2600   | 15. Oktober   | Die Situation in Haiti | BINUH            |
| 2601   | 29. Oktober   | Kinder und bewaffnete Konflikte |                  |
| 2602   | 29. Oktober   | Die Situation betreffend Westsahara | MINURSO          |
| 2603   | 29. Oktober   | Gleichlautende Schreiben der Ständigen Vertreterin Kolumbiens bei den Vereinten Nationen vom 19. Januar 2016 an den Generalsekretär und die Präsidentschaft des Sicherheitsrats | UNMC             |
| 2604   | 3. November   | Die Situation in Bosnien und Herzegowina | Operation Althea |
| 2605   | 12. November  | Situation in der Zentralafrikanischen Republik | MINUSCA          |
| 2606   | 15. November  | Berichte des Generalsekretärs über Sudan und Südsudan | UNISFA           |
| 2607   | 15. November  | Die Situation in Somalia | AMISOM           |
| 2608   | 3. Dezember   | Die Situation in Somalia |                  |
| 2609   | 15. Dezember  | Berichte des Generalsekretärs über Sudan and Südsudan | UNISFA           |
| 2610   | 17. Dezember  | Bedrohungen des Weltfriedens und der internationalen Sicherheit durch Terroristenangriffe                                                                                       |                  |
| 2611   | 17. Dezember  | Bedrohungen des Weltfriedens und der internationalen Sicherheit durch Terroristenangriffe                                                                                       |                  |
| 2612   | 20. Dezember  | Die Situation betreffend die Demokratische Republik Kongo |                  |
| 2613   | 21. Dezember  | Die Situation im Nahen Osten |                  |
| 2614   | 21. Dezember  | Die Situation in Somalia | AMISOM           |
| 2615   | 22. Dezember  | Bedrohungen des Weltfriedens und der internationalen Sicherheit durch Terroristenangriffe                                                                                       |                  |
| 2616   | 22. Dezember  | Wahrung des Weltfriedens und der internationalen Sicherheit |                  |
| 2617   | 30. Dezember  | Bedrohungen des Weltfriedens und der internationalen Sicherheit durch Terroristenangriffe                                                                                       |                  |